# Federica Mogherini
Federica Mogherini (Róma, 1973. június 16. –) olasz politikus, 2014. november 1. és 2019. november 30. között az Unió külügyi és biztonságpolitikai főképviselője, egyben a Juncker-bizottság alelnöke volt.
A Demokrata Párt és az Európai Szocialisták Pártjának tagja. 2014. február 21-től október 31-ig Olaszország külügyminisztere volt Matteo Renzi balközép kormányában.

## Fordítás
- Ez a szócikk részben vagy egészben a Federica Mogherini című angol Wikipédia-szócikk ezen változatának fordításán alapul.  Az eredeti cikk szerkesztőit annak laptörténete sorolja fel. Ez a jelzés csupán a megfogalmazás eredetét és a szerzői jogokat jelzi, nem szolgál a cikkben szereplő információk forrásmegjelöléseként.